# Winter Garden Theatre

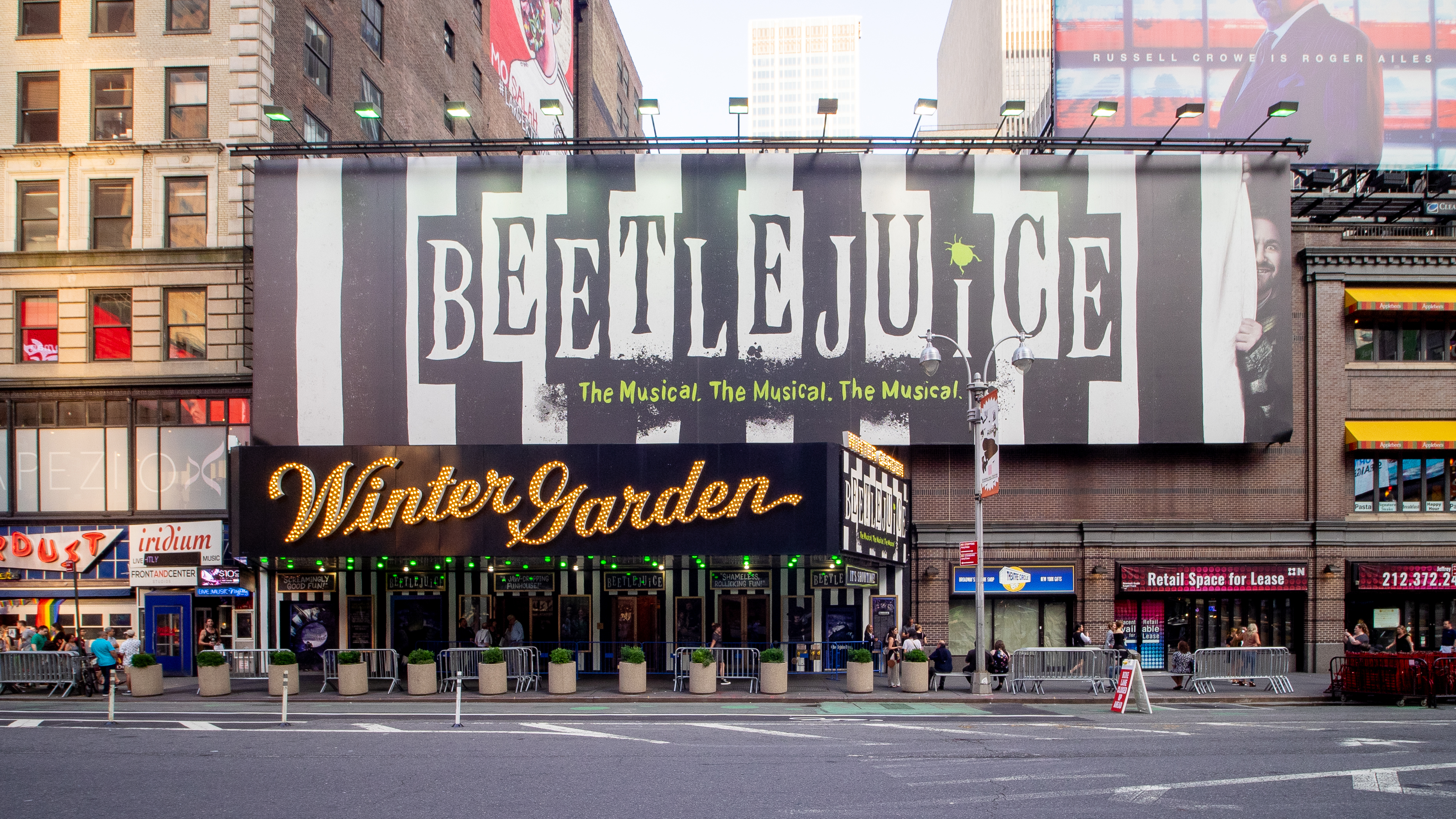
Das Winter Garden Theatre

Winter Garden Theatre ist ein Theater in Manhattan, New York City.
Es befindet sich an der 50th und 51st. Das Gebäude wurde von dem Architekten William Albert Swasey 1911 gestaltet und eröffnete am 10. März 1911. Unter Federführung des Architekten Herbert J. Krapp wurde es 1922 erneuert. Im Theater befinden sich 1526 Sitze für Besucher. Eigentümer des Theaters ist die Shubert Organisation. Die am längsten laufende Produktion am Winter Garden Theatre war das Musical Cats.
Im Winter Garden Theatre fand die Uraufführung des Musicals West Side Story statt. Die Musik stammt von Leonard Bernstein. Die Verleihung des Tony Awards fand 1975 im Winter Garden Theatre statt.

## Produktionen (Auswahl)
- 1911: Vera Violetta
- 1916: Robinson Crusoe, Jr.
- 1918: Sinbad
- 1934: Life Begins at 8:40
- 1935: At Home Abroad
- 1936: Ziegfeld Follies of 1936
- 1937: Hooray for What!
- 1938: Hellzapoppin
- 1943: Ziegfeld Follies of 1943
- 1944: Mexican Hayride
- 1945: Marinka
- 1948: As the Girls Go
- 1950: Alive and Kicking
- 1951: Top Banana; Make a Wish
- 1953: Wonderful Town
- 1954: Peter Pan
- 1955: Plain and Fancy; The Vamp
- 1956: Bus Stop; Shangri-La
- 1957: West Side Story; Ziegfeld Follies of 1957
- 1959: Saratoga; Juno
- 1960: Shangri-La; Once Upon a Mattress;  The Unsinkable Molly Brown
- 1962: Carnival!;  All American
- 1963: Tovarich;  The Lady of the Camellias
- 1964: Funny Girl
- 1966: Mame
- 1969: Jimmy!
- 1970: Georgy; Purlie
- 1971: Follies
- 1972: Much Ado About Nothing
- 1974: Gypsy; Ulysses in Nighttown
- 1975: Doctor Jazz
- 1976: Pacific Overtures; Anatevka
- 1977: Beatlemania
- 1979: Zoot Suit; Gilda Radner – Live von New York City
- 1980: 42nd Street
- 1981: The Catherine Wheel; Camelot
- 1982: Othello (Januar 1982–Mai 1982)
- 1982: Cats (September 1982–September 2000)
- 2001: Mamma Mia!
- 2014: Rocky - Das Musical
- 2015: Wolf Hall: Teil 1 & 2, School of Rock
- 2019: Beetlejuice
- 2020: The Music Man